# Либов (Доња Саксонија)
Либов (њем. Lübbow) град је у њемачкој савезној држави Доња Саксонија. Једно је од 27 општинских средишта округа Лихов-Даненберг. Према процјени из 2010. у граду је живјело 816 становника. Посједује регионалну шифру (AGS) 3354017.

## Географски и демографски подаци
Либов се налази у савезној држави Доња Саксонија у округу Лихов-Даненберг. Град се налази на надморској висини од 23 метра. Површина општине износи 19,5 km². У самом граду је, према процјени из 2010. године, живјело 816 становника. Просјечна густина становништва износи 42 становника/km².